# Каналвекио (Ровиго)
Каналвекио је насеље у Италији у округу Ровиго, региону Венето.
Према процени из 2011. у насељу је живело 85 становника. Насеље се налази на надморској висини од -3 м.